# エウナピオス

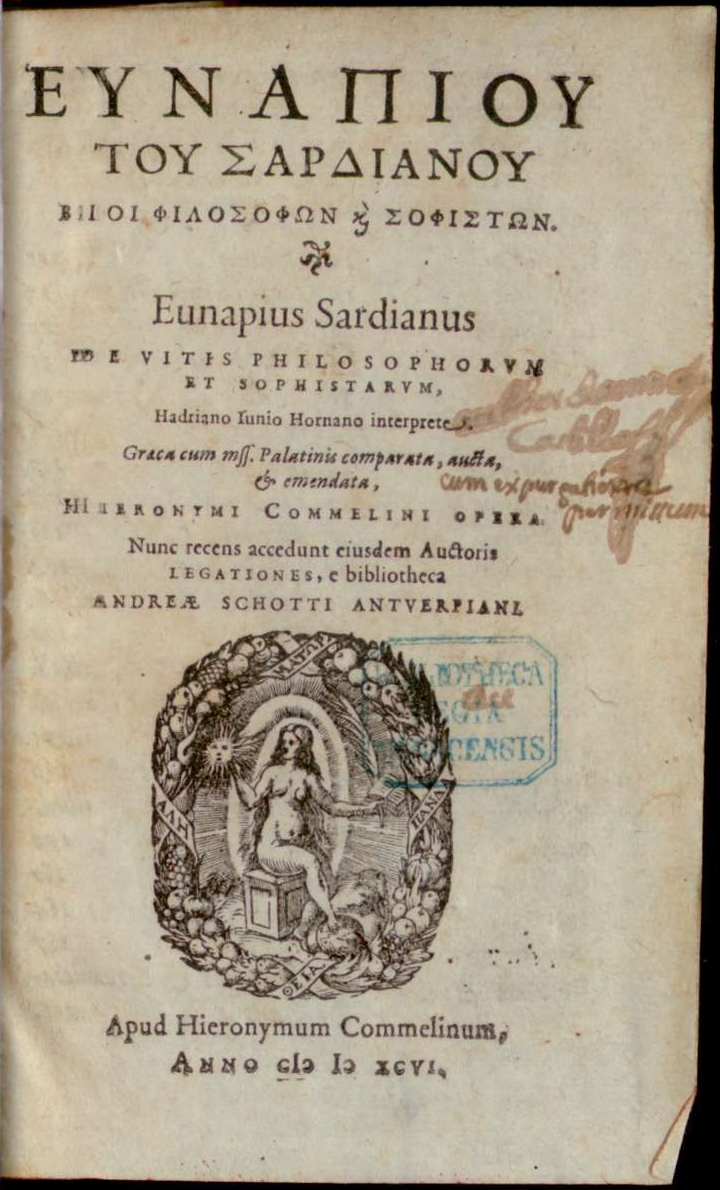
『哲学者およびソフィスト列伝』 1596年オランダのハドリアヌス・ユニウスが刊行した希羅両語版の標題紙

エウナピオス（希: Εὐνάπιος, Eunapios, 羅: Eunapius, 345年頃 - 414年）は、ローマ帝国期のギリシア語弁論家・歴史家・異教主義者。著作として、新プラトン主義・密儀宗教・第二次ソフィスト等の史料である『哲学者およびソフィスト列伝』と、断片のみ伝わる題名不詳の歴史書がある。

## 生涯
345年から346年頃、小アジアのサルディスに生まれる。同地にて、親戚かつイアンブリコス派新プラトン主義者のクリュサンティオスに師事して育ち、若くして古典を諳んじられるようになる。
361年から362年の冬以後、約5年間アテナイに滞在し、キリスト教徒のソフィストプロアイレシオスに師事して弁論術を学ぶ。またアテナイにて、エレウシスの秘儀に与ったり、同時代のソフィストと同様に医学を兼学したりする（イアトロソフィスト）。アテナイからエジプトに旅行しようとしたところ、両親に就職するよう請われて帰郷する。
以後サルディスにて、弁論術の教師として働きつつ、再びクリュサンティオスに師事する。著述を始めたのはこれ以降と推定される。

## 著作
『哲学者およびソフィスト列伝』（希: Βίοι Φιλοσόφων καὶ Σοφιστῶν）は、3世紀のピロストラトス『ソフィスト列伝』などを引き継ぐ形で、主に3・4世紀東方の哲学者とソフィストの評伝を述べる。具体的には、プロティノス、ポルピュリオス、イアンブリコス、アリュピオス、アイデシオス、ソパトロス、エウスタティオス、ソシパトラ、エフェソスのマクシモス、プリスコス、イウリアノス、プロアイレシオス、エピパニオス、ディオパントス、ヒメリオス、リバニオス、アカキオス、ニュンピディアノス、キュプロスの医師ゼノン、オレイバシオス、クリュサンティオスらを扱う。とくにマクシモス伝は、背教者ユリアヌス伝の要素も持つ。
題名不詳の歴史書は、『哲学者およびソフィスト列伝』の中で言及されており、オレイバシオスの勧めで書かれた。本書は、アンミアヌスら多くの歴史家に利用され、特にゾシモスの『新しい歴史』（Ἱστορία Νέα）の材料になっており、コンスタンティノス7世の『史書抜粋』に断片が収録されている。内容は、デクシッポスの『年代記』（Χρονικὴ ἱστορία）が270年（すなわちクラウディウス2世治世下）で終わっているのを引き継いで、404年（アルカディウス治世下）までの歴史を述べたものである。論調は、異教主義的でユリアヌスを讃美するものだったと推定される。9世紀のフォティオスによれば、キリスト教への攻撃的記述を除去した新版が存在した。

## 現代語訳
- ピロストラトス、エウナピオス『哲学者・ソフィスト列伝』戸塚七郎、金子佳司 訳、京都大学学術出版会〈西洋古典叢書〉、2001年。ISBN 978-4876981311。エウナピオス部分は、戸塚訳
- Philostratus, Lives of the Sophists. Eunapius, Lives of the Philosophers and Sophists. Translated by Wilmer C. Wright. 1921. Loeb Classical Library. ISBN 978-0-674-99149-1